# De Waalpalen
De Waalpalen (in de volksmond: Arie) is een beeld in de gemeente Midden-Groningen. Het beeld staat in de Rembrandtlaan in Hoogezand, ter hoogte van de Judith Leysterstraat. Het tien meter hoge beeld is vervaardigd van brons en plaatstaal.

## Achtergrond
In 1911 startte Johan Anton de Waal (Leeuwarden 1865 - Amsterdam 1925) een bedrijf dat funderingspalen maakte voor de bouw. De palen bestonden uit buizen van gewapend beton die werden gevuld met zand. Aanvankelijk werden deze palen op de bouwplaats zelf gemaakt, later werden ze in een fabriek vervaardigd. De palen werden opgeslagen op een terrein aan de Generaal Vetterstraat in Amsterdam waar eind jaren 1950 een nieuw kantoor werd gebouwd dat ontworpen werd door de architect Mart Stam.
Ter gelegenheid van het 50-jarig bestaan van het bedrijf De Waalpaal B.V. in Amsterdam maakte beeldhouwer Dick Stins een tien meter hoog beeld van een arbeider met drie palen. De man is gekleed in een broek met hoge laarzen en heeft een ontbloot bovenlijf. Hij straalt de vastberadenheid uit van iemand die op zijn taak is voorbereid. Het beeld was geplaatst op het terrein van het bedrijf (aan de Generaal Vetterstraat 75-77) en werd onthuld door de Amsterdamse wethouder F.H.C. van Wijck.
Volgens familieoverlevering symboliseert de man oprichter J.A. de Waal, die zijn drie zoons begeleidt en beschermt bij het ontwikkelen van het bedrijf. Bureau Bouten uit Delft ontwierp een logo voor het bedrijf, waarvoor een afbeelding van het beeld werd gebruikt.
Begin jaren 1970 verhuisde een deel van het bedrijf van Amsterdam naar de Aert van der Neerweg in Hoogezand. Het beeld, dat de bijnaam Arie had gekregen, verhuisde mee. Sinds 1976 staat het op de huidige locatie aan de Rembrandtlaan. Begin jaren tachtig verliet De Waalpaal Hoogezand weer, het beeld bleef echter achter. Met het vertrek van het bedrijf vervaagde ook de betekenis van het beeld. De gemeente beschreef Arie op haar website als een 'ouderwetse werfarbeider', die voor de boeg van een schip staat. De vergissing is begrijpelijk, mede gezien de aanwezigheid van scheepsbouw in de gemeente en de locatie van het beeld nabij het Winschoterdiep.